# Giovanni Vittorio Amoretti
Giovanni Vittorio Amoretti (Imperia, 1º maggio 1892 – Torino, 15 novembre 1988) è stato un germanista italiano.
Fu docente di letteratura tedesca a Pisa. Si occupò soprattutto di Goethe e altri scrittori tedeschi dell'Ottocento.

## Opere
- Giovanni Boine e la letteratura italiana contemporanea, 1922
- L' eterno ritorno, 1922
- Vorlesungen über dramatische Kunst 1923
- Luise Friederike von Zenge : Con lettere dall'Italia, pubblicate per la prima volta ed und ritratto inediato, 1926
- Junges Italien, 1926
- Le più belle liriche della letteratura tedesca dall' 11. al 20. secolo, 1948
- Faust, Übersetzung und Einführung in das Werk von Goethe, 1950
- Il romanticismo tedesco, 1953
- Colloqui con il Goethe, 1957
- I Minnesänger, 1959
- Die Versuchung des Pescara, 1961
- Le affinità clettive, 1961
- Storia della letteratura tedesca, 1962
- Hölderlin, 1963 (Biografia di Friedrich Hölderlin)
- Viaggio in Italia, 1965
- Saggi critici, 1968
- Cultura tedesca, 1971